# Georg H. W. Stein
Georg Hermann Wilhelm Stein (* 7. April 1897 in Ziltendorf; † 19. April 1976 in Berlin) war ein deutscher Zoologe. Er war Sekundarschullehrer und unterrichtete sich selbst in Naturwissenschaften. Besonders interessierten ihn die Zoologie und Geologie.
1931–1932 war er mit seiner Frau auf einer Expedition in Niederländisch-Ostindien. Später wirkte Stein am  Zoologischen Museum der Humboldt-Universität zu Berlin.

## „Ornithologische Expedition Stein“ in Niederländisch-Ostindien (1931–1932)
Im Auftrag des Botanischen Museums zu Berlin reiste er 1930 mit seiner Frau Clara nach Niederländisch-Ostindien ab. Die Expedition war als Fortsetzung der Expedition von Ernst Mayr nach Holländisch-Neuguinea im Jahre 1928 gedacht. Das Zoologische Museum in Buitenzorg stellte zwei erfahrene Präparatoren. Die neue ornithologische Expedition sollte die Insel Waigeu und einige weitere Inseln, den Geelvinkbai und als Abschluss das Weylandgebirge, den westlichen Ausläufer des Schneegebirges, erforschen. Die Geldmittel stellte das American Museum of Natural History in New York. Stein wurde durch Fürsprache von Erwin Stresemann und durch den damaligen Direktor (1921–1945) im Botanischen Museum zu Berlin Ludwig Diels für diese Reise ausgewählt. Nach etwa einem Jahr und einer Ausbeute von etwa 3000 Vögeln und 600 Säugetieren endete die Expedition.

## Erstbeschreibungen
- Echymipera clara Stein, 1932 (Clara-Stachelnasenbeutler)
- Murexia maxima Stein, 1932, eine Neuguinea-Beutelmaus

## Dedikationsname
- Camelotettix steini Günther, 1938 (eine Dornschrecke)

## Werke
- Ornithologische Ergebnisse der Expedition Stein, 1931–1932, 1936
- Die Feldmaus (Microtus arvalis Pallas), 1958[3]
- Schädelallometrien und Systematik bei altweltlichen Maulwürfen (Talpinae), 1960
- Anomalien der Zahnzahl und ihre geographische Variabilität bei Insectivoren